# Gastó de Montcada (bisbe de Girona)
Gastó de Montcada (? - 12 d'agost del 1334) era fill de Pere de Montcada, del llinatge de Montcada, fou Canceller del Regne, privat i cunyat del rei Jaume II perquè estigué casat amb la reina Elisenda de Montcada germana de Gastó. Així mateix, assumí els càrrecs i prebendes del bisbat d'Osca (1323-1328) i de Girona (1328-1334).
Succeí el 1323 en la càtedra d'Osca, Jaca i Barbastre a Fra Martín Oscabio. Consta Gastó de Montcada en el fur titulat Declaratio Priuilegÿ generalis fet a les Corts de Saragossa el primer de setembre de 1325 pel rei Jaume II. Fou enviat el 1326 com a ambaixador juntament amb Berenguer de Sant Vicent al rei Frederic de Sicília per a obtenir una concòrdia entre el rei i el rei Robert, pau que no s'assolí. El 1327 el rei Jaume de Mallorca arribà a Barcelona amb el seu oncle l'infant Felip per a reconèixer les possessions del regne als comtats de Rosselló i Cerdanya, Vallespir i Cotlliure i la senyoria de Montpeller, pel Vescomtat d'Omelàs. Feu el rei el reconeixement l'1 d'octubre al Palau Reial estant presents Pere comte de Ribagorça i d'Empúries i Ramon Berenguer Comte de Prades, Gastó de Montcada bisbe d'Osca i Canceller del Rei, Sanç d'Aragó, cunyat del rei i lloctinent del Mestre de l'Hospital en la Castellania d'Amposta entre altres barons i cavallers.
El 1328 Gastó permutà el seu càrrec de bisbe d'Osca amb el bisbe de Girona Pedro de Urrea. Assistí Gastó en qualitat de bisbe de Girona al concili provincial de Tarragona el 1329. A la seva mort fou enterrat en un sepulcre de pedra dipositat al claustre de la catedral de Girona.